# The Tunnel (película)
The Tunnel es una película del año 2009.

## Sinopsis
Los años ochenta en Matabelandia, Zimbabue. Elizabeth es una chica a la que le encanta contar historias. Llega a un campo de guerrilleros para pedir ayuda y decide contarles la mejor historia acerca de su pueblo, de extraños, de fantasmas, del túnel que cavó su padre para llegar a la ciudad y de cómo ella fue a buscarle. A medida que habla, intenta encontrar la verdad, mezclando realidad y ficción. Pero la realidad no está lejos, y si quiere sobrevivir, deberá mirarla de frente.